# Ота III Детлеб
Ота (Оттон) III Детлеб (чеш. Ota III. Dětleb; ок. 1122 — 12 мая 1160) — князь Оломоуцкий с 1140 года, сын оломоуцкого князя Оты II Чёрного и Софии фон Берг.

## Биография
В 1126 году князь Чехии Собеслав I конфисковал Оломоуцкое и Брненское княжества, в которых правил князь Ота II Чёрный, отец Оты Детлеба. Вскоре после этого Ота Чёрный, бывший соперником Собеслава в борьбе за чешский трон, погиб в битве при Хлумце. Его малолетних детей вывезли на Русь, где Ота Детлеб и провёл молодые годы.
В 1140 году умер чешский князь Собеслав I, а его преемником стал Владислав II, двоюродный брат (по матери) Оты Детлеба, выгнавший из Оломоуца Владислава. Ота Детлеб воспользовался этим, чтобы утвердиться в княжестве.
Однако уже в 1142 году чешская знать, недовольная тем, что новый чешский князь проявил себя полновластным правителем, восстала. Во главе восстания встал жупан Начерат. Восставшие объявили князя Владислава II неспособным к правлению и избрала князем зноемского князя Конрада II. К восстанию присоединились многие моравские Пржемысловичи, в том числе и Ота Детлеб. Собранная Конрадом Зноемским армия вторглась в Чехию и разбила армию Владислава II в битве у Высокой горы около Малешова. Однако воспользоваться победой восставшие не смогли: князю Владиславу II удалось отступить, а жупан Начерат погиб в битве.
Владислав II, оставив Прагу под защитой своего брата Депольта и жены Гертруды, отправился в Германию просить помощи у императора Конрада III. Все попытки восставших, осадивших Прагу, захватить город, закончились безрезультатно, а когда подошла армия императора Конрада III, они были вынуждены бежать в Моравию. В следующем году князь Владислав II вторгся в Моравию и овладел уделами мятежных князей.
В итоге Ота Детлеб подчинился Владиславу. После этого он поддерживал чешского князя. Ота в составе армии Владислава участвовал во Втором крестовом походе (1147 год), а также в походах в Польшу (1157 год) и в Италию (1158 год).
Ота Детлеб умер 12 мая 1160 года. Поскольку его дети были ещё несовершеннолетними, Оломоуц оказался под управлением чешского князя.

## Брак и дети
Жена: Дюрансия (ум. после 13 декабря 1160). Точное её происхождение неизвестно, но исходя из имён детей некоторые исследователи считают, что она могла быть дочерью великого князя киевского Мстислава Владимировича Великого от второго брака. Дети:
- Сватава (ум. до 1160)
- Владимир (1145 — до 11 декабря 1200), князь Оломоуца в 1189—1192 и 1194—1200/1201 годах
- Бржетислав (ум. до 1201), князь Оломоуца в 1189—1192 и 1194—1200/1201 годах
- Мария (ум. после 1198)
- Евфемия (ум. после 1198)
- Дюрансия (ум. после 1198)
- Гейлика (ум. после 16 января 1160)

Существует гипотеза, что дочерью Оты III могла быть Людмила, жена силезского князя Мешко I Плясоногого.